# تشونار
تشونار (باللغة الأردية: چنار) هي إحدى مدن منطقة ميرزابور الواقعة في ولاية أتر برديش الهندية، يبلغ عدد سكانها 37,185 نسمة وذلك حسب إحصائيات سنة 2011. يبلغ ارتفاعها عن سطح البحر قرابة 84 متر.